# Balanjar

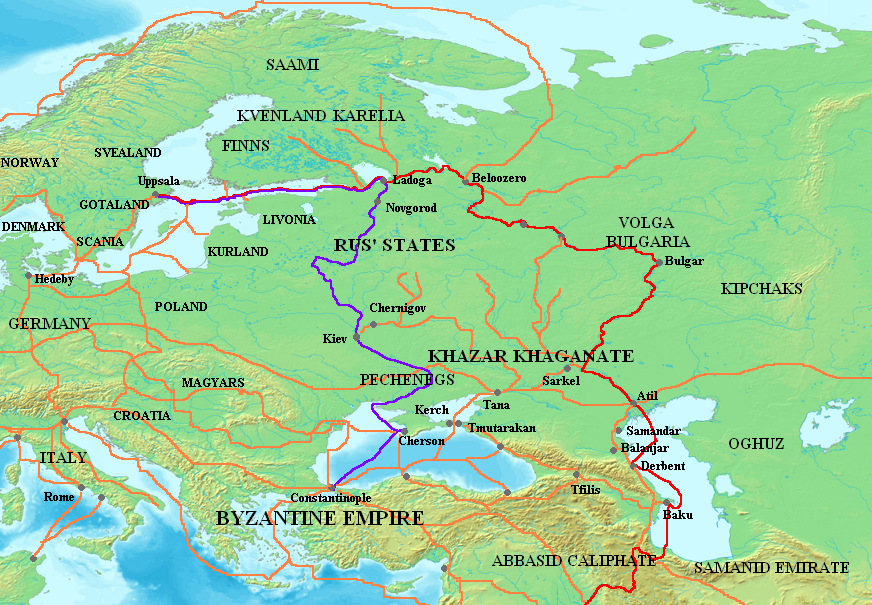
Mapa que muestra las principales rutas comerciales varegas de los siglos y, con Balanjar a lo largo de la ruta comercial del Volga (en rojo).

Balanjar (también llamada Baranjar, Belenjer, Belendzher, Bülünjar) fue una ciudad medieval ubicada en la región del Cáucaso Norte, entre las ciudades de Derbent y Samandar, probablemente en el bajo río Sulak. Tuvo su apogeo entre los  siglos vii y x. El legendario fundador de Balanjar, según los cronistas árabes Ibn al-Faqih y Abu al-Fida, se llamaba Balanjar ibn Yafith. 
La ubicación exacta de Balanjar aún no se ha establecido con precisión. El arqueólogo soviético Mijail Artamonov inicialmente colocó a Balanjar en el sitio de la moderna ciudad daguestaní de Buynaksk, pero cuando más tarde se encontraron las ruinas de una ciudad al sur de Makhachkala, las identificó como las de Balanjar.

## Historia
En la década de 630, Balanjar era capital del estado de Baranjar. Algunos eruditos especulan que el nombre deriva de la raíz turca "Bala" o "Grande", y el nombre del clan "Endjar". Con el resto de los dominios de Baranjar, la ciudad pasó a formar parte del kanato jázaro alrededor del 650. Hasta principios de la década de 720, Balanjar fue la capital de Jazaria.
Durante la Primera guerra árabe-jázara en la década de 650, un ejército musulmán al mando de Abd ar-Rahman ibn Rabiah fue derrotado fuera de la ciudad (véase la Batalla de Balanjar).
Alrededor de 722 o 723, los soldados omeyas al mando de Al-Jarrah ibn Abdallah cruzaron las montañas del Cáucaso y atacaron Balanjar. Los habitantes de Balanjar intentaron defender su ciudad atando 3.000 carros juntos y rodeándolos alrededor de la fortaleza clave en un terreno alto, pero fueron derrotados en el ataque. Los árabes masacraron a gran parte de la población de la ciudad; los supervivientes huyeron a otras ciudades, incluido Samandar. El ejército árabe victorioso robó mucho botín y los soldados recibieron grandes sumas de dinero.
La ciudad fue reconstruida después de la guerra, pero la capital de Jazaria se trasladó posteriormente a Samandar y más tarde a Atil. Sin embargo, Balanjar siguió siendo una ciudad de gran importancia dentro del jaganato. Después de la caída de Jazaria, Balanjar perdió gran parte de su importancia y disminuyó constantemente hasta que desapareció de los registros alrededor del año 1100.